# Trevor Morgan
Trevor Morgan (eigentlich Trevor Borasso) (* 26. November 1986 in Chicago, Illinois) ist ein US-amerikanischer Filmschauspieler.

## Karriere
Trevor wurde im Alter von sechs Jahren in einem Einkaufszentrum entdeckt und für diverse Werbespots engagiert. Seit 1997 trat er in diversen Fernsehserien auf, darunter Pretender, Baywatch, Ein Hauch von Himmel und Emergency Room. 1998 folgte seine erste Filmrolle in der Komödie In the Doghouse mit Rhea Perlman und Matt Frewer als Filmpartner.
Für seine Rolle in Mean Creek erhielt er bei den Independent Spirit Awards 2005 gemeinsam mit dem Rest des jungen Darstellerensembles einen Special Distinction Award.
Er lebte mit seinen Eltern, und seinen drei Halbgeschwistern in Orange County im US-Bundesstaat Kalifornien. Zu seinen Hobbys zählen Basketball und Hockey. Außerdem spielt er Gitarre.
Sein jüngerer Bruder war der ebenfalls als Schauspieler tätige Joey Morgan (1993–2021).

## Filmografie (Auswahl)
- 1998: Chaos auf vier Pfoten (In the Doghouse)
- 1998: Die verrückte Kanone (Family Plan)
- 1998: Barneys großes Abenteuer – Der Film (Barney’s Great Adventure)
- 1998: Emergency Room – Die Notaufnahme (ER, Fernsehserie, 5 Folgen)
- 1999: I’ll Remember April
- 1999: The Sixth Sense
- 1999: Das einsame Genie
- 2000: Der Patriot (The Patriot)
- 2000: Die Wahrheit über Engel (A Rumor of Angels)
- 2001: Jurassic Park III
- 2001: The Glass House
- 2002: Die Entscheidung – Eine wahre Geschichte (The Rookie)
- 2003: Uncle Nino
- 2004: Mean Creek
- 2005: The Prize Winner of Defiance, Ohio
- 2005: Empire Falls
- 2006: Die Farben des Herbstes (Local Color)
- 2006: Off the Black
- 2008: Chasing 3000
- 2008: Lauschangriff – My Mom’s New Boyfriend (My Mom’s New Boyfriend)
- 2010: Brotherhood – Die Bruderschaft des Todes (Brotherhood)